# تشارلز هوارد كاندلر سينيور
تشارلز هوارد كاندلر سينيور (بالإنجليزية: Howard Candler)‏ هو شخصية أعمال وكاتب أمريكي، ولد في 2 ديسمبر 1878 في أتلانتا في الولايات المتحدة، وتوفي في 1 أكتوبر 1957.